# For evigt (Lied)
For evigt (dänisch für Für ewig) ist ein Lied der dänischen Heavy-Metal-Band Volbeat. Es ist die zweite Single aus ihrem sechsten Studioalbum Seal the Deal & Let’s Boogie.

## Entstehung
Das Lied wurde vom Sänger Michael Poulsen geschrieben. Die Aufnahmen fanden unter der Leitung des Produzenten Jacob Hansen in den Hansen Studios im dänischen Ribe statt. Laut Michael Poulsen geht es in dem Lied darum, sich an die guten Dinge im Leben zu erinnern und diese zu feiern. Niemand weiß, ob es so weitergeht. Bei dem Lied For evigt ist der Refrain in dänischer Sprache verfasst. Der Sänger Johan Olsen von der Band Magtens Korridorer tritt hierbei als Gastsänger auf.
Bereits im Jahre 2007 war Olsen Gastsänger bei dem Lied The Garden’s Tale gewesen. Ein weiterer Gastmusiker ist Rod Sinclair, der bei dem Lied Banjo spielt. Das gleiche Lied wurde auch mit einem Refrain in Englisch unter dem Titel The Bliss veröffentlicht, der auf der limitierten Version des Albums Seal the Deal & Let’s Boogie erschienen ist.

## Rezeption
Für Frank Thiessies vom deutschen Magazin Metal Hammer machen die dänische Sprache und der schon fast operettenhafte Gesang den Midtempo-Rocker aus. Durch den Einsatz des Banjos und der harmonischen Hintergrundgesänge gruppiere sich das Lied folkloristisch im Stile von Mumford & Sons ein.
Das dänische Musikmagazin Gaffa kürte For evigt als dänischen Hit des Jahres 2016. Ebenso wählten die Hörer des dänischen Radiosenders DR P3 For evigt zu ihrem Lieblingslied, wofür die Band mit dem Preis P3 Guld ausgezeichnet wurde. Die Leser des deutschen Magazins Metal Hammer wiederum wählten For evigt zum drittschlimmsten Rocksong 2016.

## Kommerzieller Erfolg

### Chartplatzierungen
Die Single erreichte Platz drei der dänischen, Platz 62 der österreichischen und Platz 70 der deutschen Singlecharts.
| ChartsChartplatzierungen | Höchstplatzierung | Wochen |
| ------------------------ | ----------------- | ------ |
| Dänemark (IFPI/Nielsen)  | 3 (33 Wo.)        | 33     |
| Deutschland (GfK)        | 70 (1 Wo.)        | 1      |
| Österreich (Ö3)          | 62 (1 Wo.)        | 1      |

| ChartsJahrescharts (2016) | Platzierung |
| ------------------------- | ----------- |
| Dänemark (IFPI/Nielsen)   | 14          |

| ChartsJahrescharts (2017) | Platzierung |
| ------------------------- | ----------- |
| Dänemark (IFPI/Nielsen)   | 35          |

| ChartsJahrescharts (2018) | Platzierung |
| ------------------------- | ----------- |
| Dänemark (IFPI/Nielsen)   | 71          |

| ChartsJahrescharts (2019) | Platzierung |
| ------------------------- | ----------- |
| Dänemark (IFPI/Nielsen)   | 71          |

### Auszeichnungen für Musikverkäufe
| Land/Region        | Auszeichnungen für Musikverkäufe (Land/Region, Auszeichnung, Verkäufe) | Verkäufe  |
| ------------------ | ---------------------------------------------------------------------- | --------- |
| Dänemark (IFPI)    | 6× Platin                                                              | 540.000   |
| Deutschland (BVMI) | Gold                                                                   | 200.000   |
| Österreich (IFPI)  | 2× Platin                                                              | 60.000    |
| Schweden (IFPI)    | 3× Platin                                                              | 240.000   |
| Insgesamt          | 1× Gold · 11× Platin ·                                                 | 1.040.000 |